# Protoreaster linckii
La estrella de mar de espinas rojas (Protoreaster linckii), también conocida como estrella de mar africana es una especie de equinodermo asteroideo de la familia Oreasteridae.

## Descripción

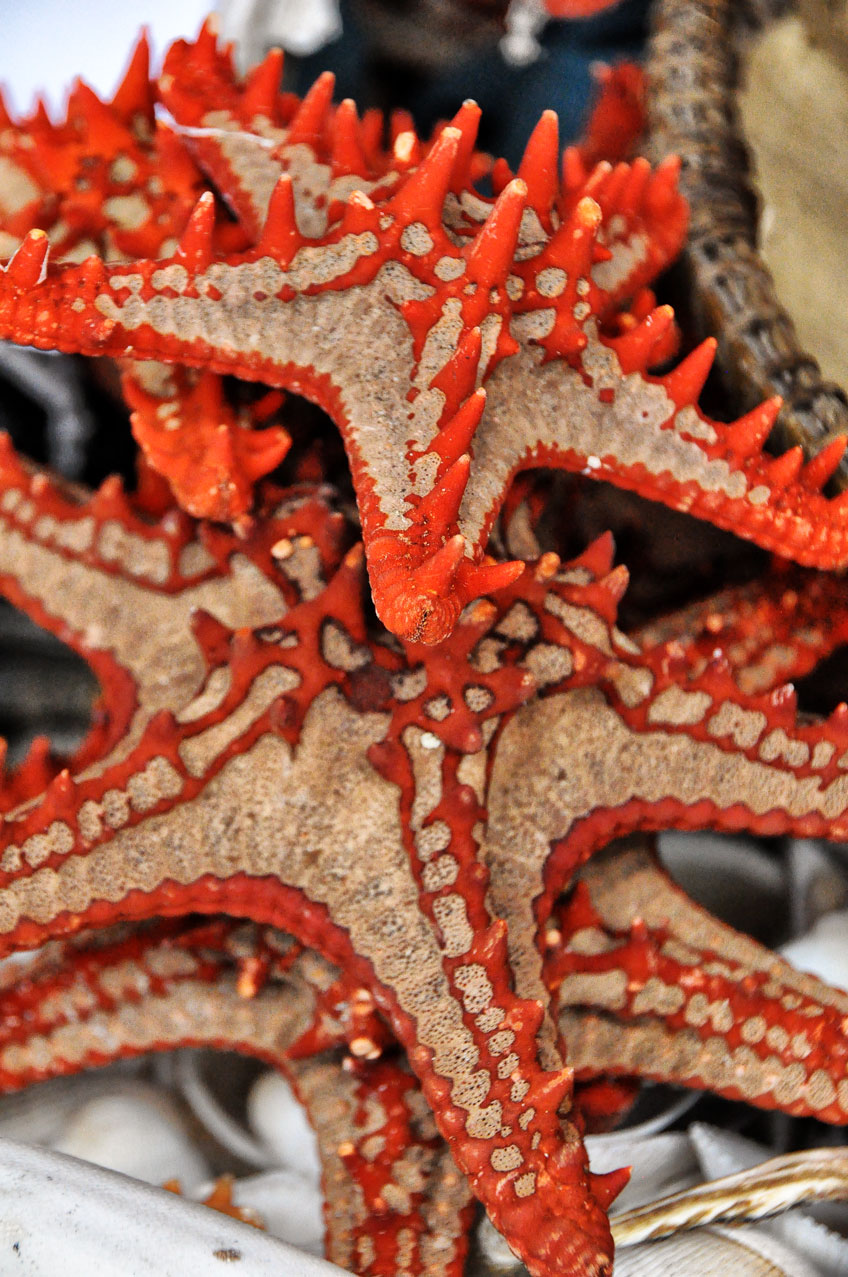
Protoreaster lincki momificado para el comercio de curiosidades en Tanzania. Tal práctica contribuye a la rarefacción de esta especie.

Protoreaster linckii crece hasta un diámetro máximo de 30 centímetros. Cuenta con numerosos tubérculos ubicados a lo largo de sus cinco brazos. Estos tubérculos son de color rojo brillante y se extienden hacia arriba de los brazos. Tiene un cuerpo gris con rayas que conectan los tubérculos. Esto crea una apariencia de una rejilla hecha de interconexión de cables.
El esqueleto está compuesto de muchas osículos calcáreos y espículas. Están situados en el interior de la capa de tejido conectivo. Este esqueleto soporta el disco grande.

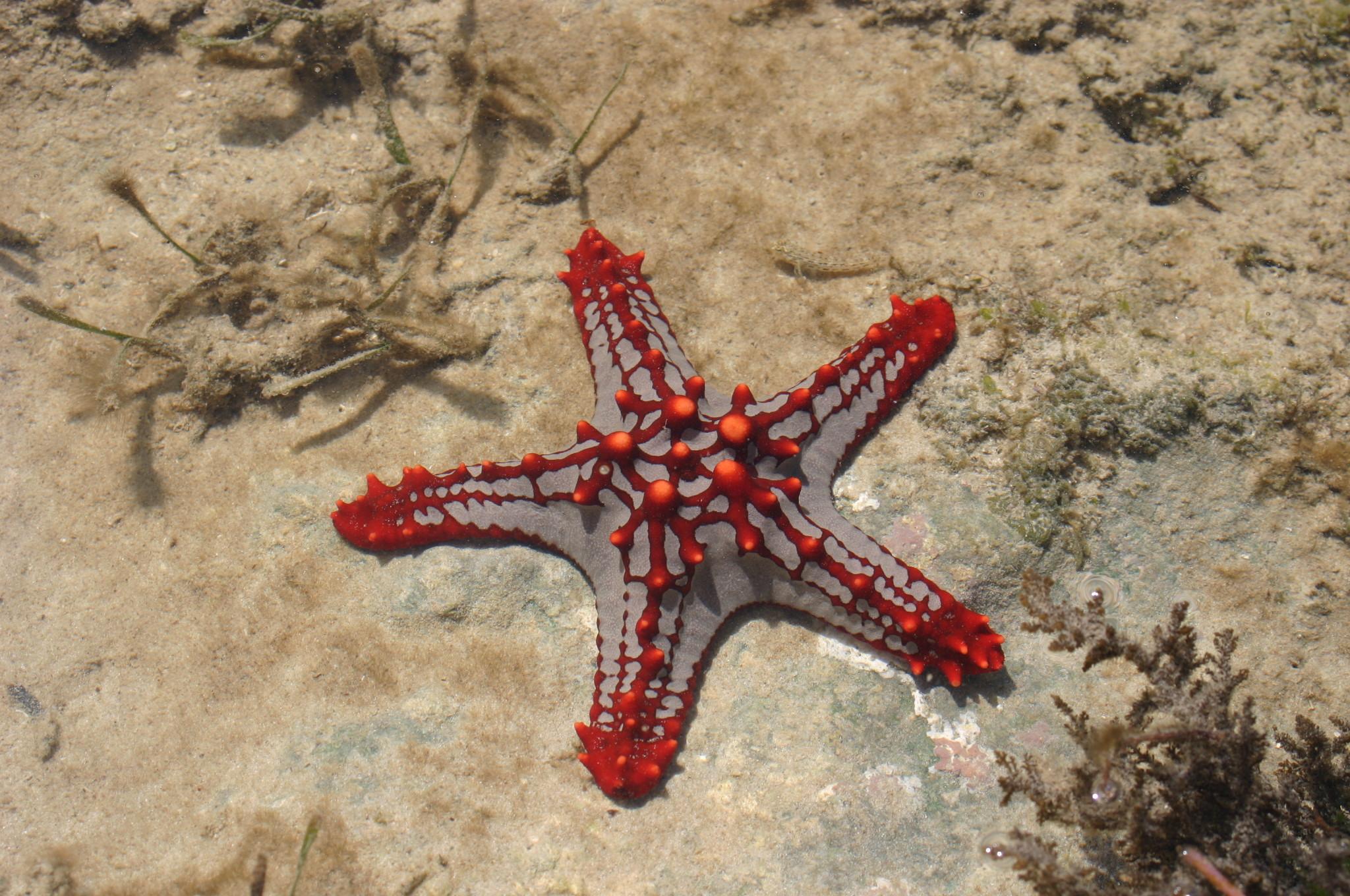
En Kenia.
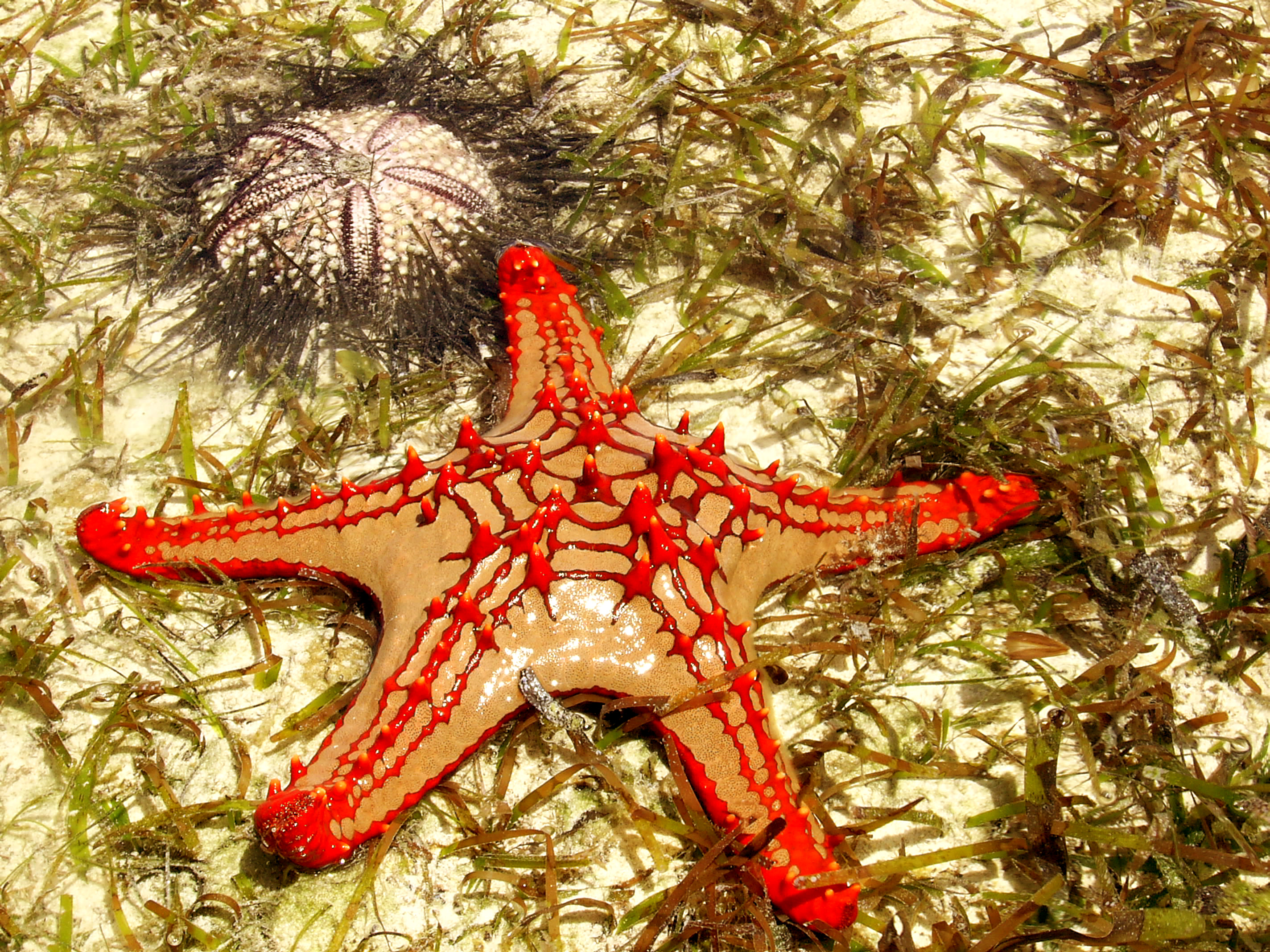
Cerca de una astropyga radiata muerta
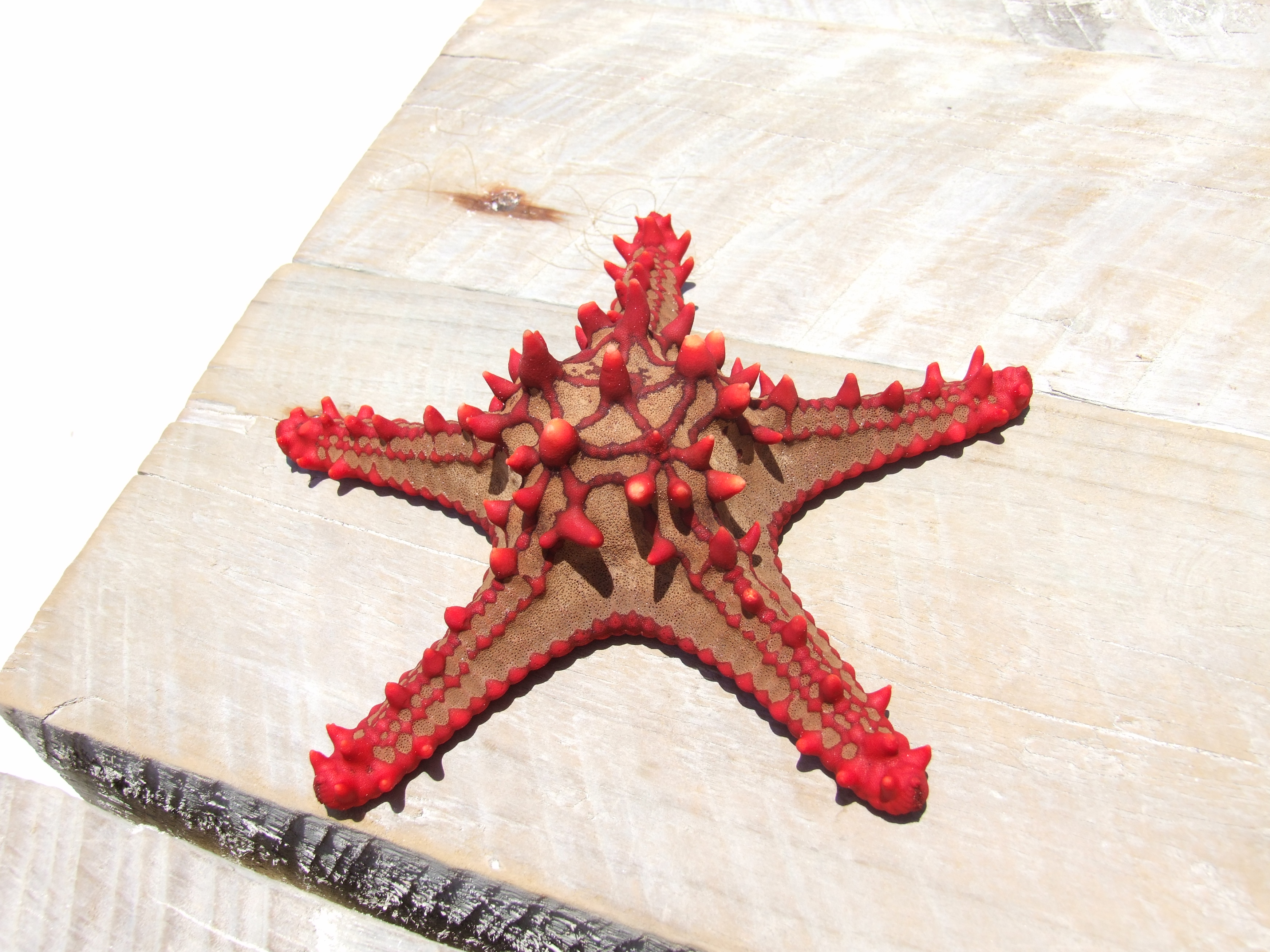
El secado

## Distribución
Vive en el Océano Índico, desde la costa africana hasta Australia. También pueden habitar áreas costeras de Indonesia o el Mar del Coral.

## Hábitat
Esta especie se encuentra en lugares que van desde zonas poco profundas a pozas de marea o arrecifes de hasta 100 metros de profundidad.

## Comportamiento y dieta
Protoreaster linckii es activo durante el día. Se trata de un animal de acuario popular, sin embargo, se considera incompatible con otros animales ya que se come a muchas especies diferentes, como los corales blandos, esponjas, gusanos de tubo, almejas, otras estrellas de mar, y varios invertebrados.